# Juan José Cremades
Juan José Cremades Fons (San Juan, Puerto Rico 1902-México, 1959) fue un abogado y político español, diputado a las Cortes españolas durante la Segunda República.

## Biografía
Hacia 1930 fue tesorero de la sección alicantina del Partido Republicano Radical Socialista (PRRS) y secretario del Ateneo de Alicante. En las elecciones municipales de 1931 fue elegido concejal y teniente de alcalde de Alicante por la Conjunción Republicano-Socialista.
En las elecciones generales de 1933 no resultó elegido. Fue detenido durante la huelga general de octubre de 1934 y en 1935 se incorporó a la Izquierda Republicana (IR) de Manuel Azaña. Resultó elegido diputado en las elecciones generales de 1936 por la provincia de Alicante dentro de la candidatura del Frente Popular.
Durante la Guerra Civil fue subsecretario de la Gobernación y Obras Públicas, y al finalizar el conflicto se exilió, primero en Francia, y después en México, donde trabajó en una editorial y en el diario Mediterrani.